# Georgia all'Eurovision Song Contest
La Georgia ha partecipato per la prima volta all'Eurovision Song Contest nell'edizione del 2007. La canzone dell'ex Repubblica Sovietica è stata interpretata dalla cantante Sopho Khalvashi ed è arrivata dodicesima in finale. L'anno successivo ha partecipato con l'artista non vedente Diana Gurtskaya, piazzandosi all'undicesimo posto sempre in finale.

## Eurovision Song Contest 2009
A seguito delle tensioni con la Russia per la Seconda guerra in Ossezia del Sud la Georgia aveva inizialmente annunciato di non volere partecipare all'edizione 2009 dell'Eurovision: «pur rispettando il fatto che la gara non ha una connotazione politica, crediamo che la Russia non dovrebbe essere autorizzata a ospitare la manifestazione e che non possa garantire la sicurezza dei nostri rappresentanti».
A seguito della vittoria al Junior Eurovision Song Contest 2008, ricevendo tra l'altro il punteggio massimo dalla Russia, la Georgia fu incoraggiata a partecipare di nuovo nel 2009 alla manifestazione principale.
Il 18 febbraio 2009 fu così selezionata in una finale nazionale la canzone partecipante: We Don't Wanna Put In cantata dal gruppo Stefane & 3G. La canzone diede adito a polemiche per i suoi presunti contenuti politici, con riferimenti al primo ministro russo Vladimir Putin, che la Georgia ha negato. L'Unione europea di radiodiffusione ha quindi escluso il brano in quanto il regolamento della manifestazione vieta contenuti politici nei testi delle canzoni, dando la possibilità alla Georgia di riscrivere il testo o di selezionare un'altra canzone. L'11 marzo 2009 la Georgia, declinando l'offerta proposta dall'EBU, ha ufficializzato il suo ritiro dalla manifestazione.

## Anni successivi
Dopo questa polemica, la Georgia torna poi regolarmente in gara, conquistando altre due finali con Sopho Nizharadze nel 2010 e gli Eldrine nel 2011. Nel 2012, per la prima volta nella sua storia, il Paese caucasico non accede alla finale. La Georgia riesce poi a conquistare la finale nel 2013, 2015, 2016 e 2024. 
Nel 2021, a seguito dell'annullamento dell'edizione 2020, viene riconfermato Tornik'e Kipiani. Nella nuova edizione canterà You mentre in quella precedentemente pianificata doveva cantare Take Me as I Am

## Metodi di selezione del cantante
La Georgia ha optato per una selezione interna in diverse occasioni: nel 2013, nel 2014, nel 2018 e dal 2021. 
Nel 2008, nel 2011, nel 2012, nel 2015, nel 2017, nel 2019 e nel 2020, ha optato per una selezione nazionale, nel 2019 e nel 2020 il festival era il Gerogian Idol mentre Nel 2008, nel 2011, nel 2012, nel 2015 e nel 2017 il festival fu l'Erovnuli Shesarcevi Konkursi.
Nel 2007, nel 2010 e nel 2016 ha invece usato un metodo ibrido: il cantante è stato scelto internamente mentre la canzone è stata scelta tramite finale nazionale.

## Partecipazioni
- Primo posto
- Secondo posto
- Terzo posto
- Ultimo posto

| Anno | Artista                                | Canzone                | Lingua             | Posizione           | Posizione           | Posizione           | Posizione           |
| Anno | Artista                                | Canzone                | Lingua             | Finale              | Punti               | Semi                | Punti               |
| ---- | -------------------------------------- | ---------------------- | ------------------ | ------------------- | ------------------- | ------------------- | ------------------- |
| 2007 | Sopho Khalvashi                        | Visionary Dream        | Inglese            | 12º                 | 97                  | 8º                  | 123                 |
| 2008 | Diana Gurtskaya                        | Peace Will Come        | Inglese            | 11º                 | 83                  | 5º                  | 107                 |
| 2009 | Stephane & 3G                          | We Don't Wanna Put In  | Inglese            | Ritirata            | Ritirata            | Ritirata            | Ritirata            |
| 2010 | Sopho Nizharadze                       | Shine                  | Inglese            | 9º                  | 136                 | 3º                  | 106                 |
| 2011 | Eldrine                                | One More Day           | Inglese            | 9º                  | 110                 | 6º                  | 74                  |
| 2012 | Anri Jokhadze                          | I'm a Joker            | Inglese, georgiano | Non qualificata     | Non qualificata     | 14º                 | 36                  |
| 2013 | Nodiko Tatishvili & Sophie Gelovani    | Waterfall              | Inglese            | 15º                 | 50                  | 10º                 | 63                  |
| 2014 | The Shin & Mariko                      | Three Minutes to Earth | Inglese            | Non qualificata     | Non qualificata     | 15º                 | 15                  |
| 2015 | Nina Sublatti                          | Warrior                | Inglese            | 11º                 | 51                  | 4º                  | 98                  |
| 2016 | Nika Kocharov & Young Georgian Lolitaz | Midnight Gold          | Inglese            | 20º                 | 104                 | 9º                  | 123                 |
| 2017 | Tamara Gachechiladze                   | Keep the Faith         | Inglese            | Non qualificata     | Non qualificata     | 11º                 | 99                  |
| 2018 | Ethno-Jazz Band Iriao                  | For You                | Georgiano          | Non qualificata     | Non qualificata     | 18º                 | 24                  |
| 2019 | Oto Nemsadze                           | Keep on Going          | Georgiano          | Non qualificata     | Non qualificata     | 14º                 | 62                  |
| 2020 | Tornik'e Kipiani                       | Take Me as I Am        | Inglese            | Edizione cancellata | Edizione cancellata | Edizione cancellata | Edizione cancellata |
| 2021 | Tornik'e Kipiani                       | You                    | Inglese            | Non qualificata     | Non qualificata     | 16º                 | 16                  |
| 2022 | Circus Mircus                          | Lock Me In             | Inglese            | Non qualificata     | Non qualificata     | 18º                 | 22                  |
| 2023 | Iru                                    | Echo                   | Inglese            | Non qualificata     | Non qualificata     | 12º                 | 33                  |
| 2024 | Nutsa Buzaladze                        | Firefighter            | Inglese            | 21º                 | 34                  | 8º                  | 54                  |
| 2025 | Mariam Shengelia                       | Freedom                | Georgiano, inglese | Non qualificata     | Non qualificata     | 15º                 | 28                  |

## Statistiche di voto
Fino al 2025, le statistiche di voto della Georgia sono:
| # | Stato       | Punti |
| - | ----------- | ----- |
| 1 | Ucraina     | 165   |
| 2 | Armenia     | 156   |
| 3 | Azerbaigian | 119   |
| 4 | Italia      | 99    |
| 5 | Lituania    | 81    |

| # | Stato       | Punti |
| - | ----------- | ----- |
| 1 | Armenia     | 83    |
| 2 | Lituania    | 69    |
| 3 | Azerbaigian | 55    |
| 4 | Ucraina     | 51    |
| 5 | Russia      | 45    |

| # | Stato       | Punti |
| - | ----------- | ----- |
| 1 | Armenia     | 245   |
| 2 | Ucraina     | 231   |
| 3 | Azerbaigian | 181   |
| 4 | Lituania    | 151   |
| 5 | Svezia      | 131   |

| # | Stato       | Punti |
| - | ----------- | ----- |
| 1 | Armenia     | 181   |
| 2 | Lituania    | 153   |
| 3 | Ucraina     | 117   |
| 4 | Azerbaigian | 101   |
| 5 | Grecia      | 101   |

## Altri premi ricevuti

### Marcel Bezençon Award
I Marcel Bezençon Awards sono stati assegnati per la prima volta durante l'Eurovision Song Contest 2002 a Tallinn, in Estonia, in onore delle migliori canzoni in competizione nella finale. Fondato da Christer Björkman (rappresentante della Svezia nell'Eurovision Song Contest del 1992 e capo della delegazione per la Svezia fino al 2021) e Richard Herrey (membro del gruppo Herreys e vincitore dalla Svezia nell'Eurovision Song Contest 1984), i premi prendono il nome del creatore del concorso, Marcel Bezençon.
I premi sono suddivisi in 3 categorie:
- Press Award: Per la miglior voce che viene votata dalla stampa durante l'evento.
- Artistic Award: Per il miglior artista, votato fino al 2009 dai vincitori delle scorse edizioni. A partire dal 2010 viene votato dai commentatori.
- Composer Award: Per la miglior composizione musicale che viene votata da una giuria di compositori.

| Anno | Categoria   | Artista                             | Canzone   | Compositore                 |
| ---- | ----------- | ----------------------------------- | --------- | --------------------------- |
| 2013 | Press Award | Nodiko Tatishvili & Sophie Gelovani | Waterfall | Thomas G:son, Erik Bernholm |

### Barbara Dex Award
Il Barbara Dex Award è un riconoscimento non ufficiale con il quale viene premiato l'artista peggio vestito all'Eurovision Song Contest. Prende il nome dall'omonima artista belga che nell'edizione del 1993 si è presentata con un abito che lei stessa aveva confezionato e che aveva attirato l'attenzione negativa dei commentatori e del pubblico.
| Anno | Categoria         | Artista | Canzone      | Compositore         |
| ---- | ----------------- | ------- | ------------ | ------------------- |
| 2011 | Barbara Dex Award | Eldrine | One More Day | Beso Tsikhelashvili |